# Band on the Run (canção)
"Band on the Run" é uma canção dos Wings de seu aclamado álbum Band on the Run. O single atingiu a posição #1 nos Estados Unidos, e a posição #3 no Reino Unido.
"Band on the Run" também pode ser encontrada nos álbuns Wings Greatest (1978) e All the Best! (1987).

## Recepção
O single foi certificado como ouro pela Recording Industry Association of America por vendas de mais de um milhão de cópias. A canção aparece com destaque em todas as compilações de McCartney/Wings e nos shows ao vivo de McCartney. Foi o segundo de cinco singles #1 na Billboard Hot 100. A canção é incluida no jogo Guitar Hero World Tour na lista principal. Tanto a canção original quanto a versão ao vivo foram adicionadas ao Rock Band.